# Nguyễn Thị Nhung (nhạc sĩ)
Nguyễn Thị Nhung (sinh năm 1936) là một phó giáo sư, tiến sĩ, nữ nhạc sĩ Việt Nam. Là nữ nhạc sĩ Việt Nam đầu tiên tham gia sáng tác nhạc giao hưởng, Nguyễn Thị Nhung là một trong những người phụ nữ tiên phong trong lĩnh vực sáng tác, khí nhạc, âm nhạc giao hưởng thính phòng và ca khúc cho âm nhạc Việt Nam thời kỳ mới. Ngoài lĩnh vực sáng tác, bà còn là một nhà lý luận âm nhạc với nhiều công trình nghiên cứu về âm nhạc cổ truyền và âm nhạc mới của Việt Nam. Bà cũng là một nhà sư phạm có ảnh hưởng khi đào tạo nhiều thế hệ học sinh âm nhạc trên toàn Việt Nam.
Nguyễn Thị Nhung sinh trưởng trong gia đình tri thức và sớm được tiếp xúc với âm nhạc. Với năng khiếu âm nhạc vốn có của mình, bà đã được tập chơi nhiều nhạc cụ và tham gia nhiều đội văn nghệ nhi đồng với các tiết mục biểu diễn múa hát và chơi đàn. Nguyễn Thị Nhung bắt đầu được đào tạo âm nhạc bài bản và chuyên sâu từ những năm bà được cử đi học tại Trung Quốc. Bà bắt đầu sáng tác nhạc từ năm 20 tuổi. Sau khi học hết trung cấp violin, bà tiếp tục học chuyên ngành sáng tác bậc đại học và được cử sang tu nghiệp tại Bulgaria. Trở về nước sáng tác với học vị phó tiến sĩ, Nguyễn Thị Nhung tiếp tục tham gia công tác nghiên cứu và giảng dạy cho Nhạc viện Hà Nội với nhiều công trình nghiên cứu về âm nhạc cổ truyền Việt Nam. Bà đã viết nhiều tác phẩm khí nhạc, thơ giao hưởng, tiểu phẩm cũng như ca khúc trong cả thời kỳ sự nghiệp phát triển, đến khi đã nghỉ hưu nhưng bà vẫn tiếp tục viết sách, biên soạn giáo án cũng như giảng dạy tại các trường và cơ sở âm nhạc trên toàn Việt Nam.
Các sáng tác của Nguyễn Thị Nhung được nhìn nhận là có sự hiện diện trong tính cách cũng như vốn sống của người phụ nữ Việt Nam. Bà được nhà nước Việt Nam phong tặng Giải thưởng Nhà nước về Văn học Nghệ thuật đợt I, huân chương Lao động hạng ba cùng nhiều giải thưởng khác.

## Thân thế
Nguyễn Thị Nhung sinh ngày 16 tháng 8 năm 1936 tại Hà Nội trong một gia đình công chức. Bà là con út trong một gia đình có 9 người con. Các anh trai của bà đều được tiếp xúc với âm nhạc từ bé và được chơi guitar, banjo, flute... Họ tham gia đoàn kịch Sao Vàng do nhạc sĩ Đỗ Nhuận và Nguyễn Đức Toàn phụ trách. Các anh trai bà vốn học ở trường Đỗ Hữu Vị.

## Sự nghiệp
Bố bà qua đời sớm nên mẹ bà phải gánh vác mọi việc. Với năng khiếu âm nhạc, bà làm người chơi đàn mandolin trong Đội Nhi đồng Mai Hắc Đế lúc 9 tuổi. Năm 1946, khi chiến tranh Đông Dương xảy ra, bà cùng gia đình chuyển lên chiến khu Việt Bắc. Năm 1950, bà tham gia đội văn nghệ học sinh sư phạm Khu Học xá Trung Ương với nhiệm vụ là múa, hát và chơi violin. Cuộc đời của Nguyễn Thị Nhung bắt đầu có ngã rẽ khi bà được cơ quan Cục Tiếp tế vận tải (Bộ Tài chính) cử đi học tại Trường Sư phạm Trung ương - Khu học xá Nam Ninh, Trung Quốc vào năm 1951. Tại nơi đây, bà đã được học chuyên sâu về sư phạm và âm nhạc. Cuối năm 1954, bà cùng đoàn học sinh sư phạm Khu Học xá Trung Ương tham gia Liên hoan Văn công toàn quốc tại Hà Nội. Một năm sau, Nguyễn Thị Nhung nhận công tác giảng dạy âm nhạc tại Trường cấp II Trưng Vương, Hà Nội. Trong khoảng thời gian này, bà tham gia học một lớp bổ túc âm nhạc kéo dài 8 tháng do các nhạc sĩ thành lập và huấn luyện. Những lớp học này là tiền thân của Học viện Âm nhạc Quốc gia Việt Nam.
Trong khoảng thời gian học lớp bổ túc âm nhạc, Nguyễn Thị Nhung đã sáng tác một số ca khúc cho thanh niên, học sinh như "Ngày vui sướng của em", "Thay trời làm mưa", "Con đường tươi đẹp", "Trời sáng lên rồi", trong đó ca khúc "Thay trời làm mưa" viết năm 1956 đã được giải thưởng của cuộc thi sáng tác âm nhạc nghiệp dư của Hội Nhạc sĩ Việt Nam. Năm 1959, bà học trung cấp violin tại Trường Âm nhạc Việt Nam (nay là học viện Âm nhạc Quốc gia Việt Nam). Sau khi tổt nghiệp trung cấp, bà được giữ lại làm giảng viên dạy sơ cấp của trường. Với niềm đam mê sáng tác, năm 1965, bà thi Đại học chuyên ngành sáng tác dưới sự dẫn dắt của nhạc sĩ Chu Minh.
Thời kỳ học Đại học chuyên ngành sáng tác Âm nhạc được xem là thời kỳ khó khăn của bà. Khi chiến tranh xảy ra ác liệt ở miền Bắc Việt Nam, bà đã đi sơ tán một mình cùng con nhỏ. Tuy vậy, bà đã hoàn thành chương trình học tập với nhiều tác phẩm, tiểu phẩm viết cho đàn piano và các ca khúc. Bà tiếp tục tham gia giảng dạy tại khoa sáng tác trước khi được cử đi tu nghiệp ở Nhạc viện Sofia (Bulgaria) vào năm 1969. Trong khoảng thời gian ở nước ngoài, Nguyễn Thị Nhung được học tập các giáo sư, qua đó bà đã tiếp thu được nhiều kiến thức trong lĩnh vực sáng tác và được nâng cao trình độ ở môn kiến thức âm nhạc, đặc biệt là phân tích tác phẩm. Năm 1972, bà trở về Việt Nam tiếp tục tham gia công tác giảng dạy. Vừa giảng dạy, bà vừa thực hiện nghiên cứu các vấn đề trong âm nhạc dân gian Việt Nam để chuẩn bị luận án. Vì vậy, các tác phẩm được bà viết trong giai đoạn này thường có cấu trúc không lớn. Cùng năm, bà sáng tác "Nữ anh hùng miền Nam", là tác phẩm thơ giao hưởng đầu tiên của bà.
Năm 1981, Nguyễn Thị Nhung bảo vệ thành công luận án Phó tiến sĩ chuyên ngành lý luận tại Nhạc viện Sofia với đề tài "Các dạng cấu trúc đoạn nhạc trong dân ca người Việt".  Sau khi về nước, bà đã biên tập nhiều tài liệu và giáo trình giảng dạy âm nhạc từ trình độ sơ cấp đến trung cấp và đại học. Các giáo trình này đã được sử dụng trong chương trình giảng dạy ở Nhạc viện Hà Nội cũng như các cơ sở đào tạo âm nhạc khắp Việt Nam. Trong thời kỳ này, bà đã sáng tác thơ giao hưởng "Khát vọng" năm 1986 cùng một số ca khúc cho thiếu nhi. Năm 1988, nữ nhạc sĩ được Bộ giáo dục và Đào tạo Việt Nam mời làm Chủ tịch Hội đồng Giáo dục Âm nhạc để cùng các nhạc sĩ, cán bộ biên soạn chương trình và sách giáo khoa âm nhạc cho học sinh phổ thông và học sinh sư phạm trên toàn quốc.
Ngoài công tác giảng dạy và nghiên cứu, bà còn làm công tác quản lý. Nguyễn Thị Nhung làm chủ nghiệm khoa Sáng tác - Lý luận - Chỉ huy tại nhạc viện Hà Nội từ năm 1981 đến 1984. Từ năm 1984 đến 1991, bà làm phó giám đốc Nhạc viện này. Năm 1991, Nguyễn Thị Nhung được nhà nước Việt Nam phong tặng hàm Phó giáo sư. Trong giai đoạn này, bà đã sáng tác một số ca khúc và tiểu phẩm có được sự thành công nhất định như "Ballade Huyền thoại mẹ" viết năm 1995 hay "Romance cho violin và piano" viết năm 1999. Nhiều ca khúc do nữ nhạc sĩ sáng tác thời kỳ này cũng được xuất bản, thu thanh và phát trên truyền hình. Năm 1994, Hội Nhạc sĩ Việt Nam đã xuất bản "Tuyển chọn ca khúc Nguyễn Thị Nhung" gồm 12 tác phẩm tiêu biểu của bà đi cùng băng cát-sét. Bà còn viết phần nhạc cho phim hoạt hình "Chú gấu tham lam" và đoạt giải Nhất của một giải thưởng về hạng mục viết nhạc phim.
Bên cạnh các tác phẩm âm nhạc, Nguyễn Thị Nhung còn hoàn thành nhiều công trình nghiên cứu âm nhạc. Sau công trình để bảo vệ luận án Phó tiến sĩ, bà còn có các công trình khác như "Nhạc khí gõ và trống để trong Chèo truyền thống" viết cho Bộ Văn hóa - thông tin. Trong công trình này, bà đã đưa ra các nguyên tắc phối hợp các nhạc khí gõ trong các tình huống khác nhau, đặc biệt là phần giới thiệu kỹ thuật và khả năng diễn tả của trống đế trong nhạc Chèo. Công trình đã được xuất bản năm 1998 và được giải thưởng Hội Nhạc sĩ Việt Nam cùng năm. Năm 2000, Nguyễn Thị Nhung tham gia nhóm tác giả gồm 5 người biên soạn cuốn sách "Âm nhạc Việt Nam - tiến trình và thành tựu", là cuốn sách quan trọng, công trình khoa học lớn đầu tiên tổng kết, đánh giá toàn bộ quá trình hình thành và phát triển của nền âm nhạc Việt Nam trong cả thế kỷ 20.  Năm 2001, bà viết một cuốn sách độc lập có tên "Âm nhạc thính phòng - giao hưởng Việt Nam - sự hình thành và phát triển - tác phẩm và tác giả". Trong cuốn sách này, bà khái quát lịch sử hình thành và phát triển khí nhạc Việt Nam, cũng như phân tích lại các tác phẩm cụ thể từ tác phẩm nhỏ tới liên khúc giao hưởng.
Bà nghỉ hưu năm 1993 nhưng vẫn tiếp tục viết nhiều giáo trình và sách giáo khoa cho Nhạc viện Hà Nội cũng như tham gia công tác giảng dạy tại đây. Năm 2006, Nguyễn Thị Nhung còn tham gia nhóm tác giả 11 nhạc sĩ của công trình "Âm nhạc Việt Nam - tác giả - tác phẩm" và đảm nhận biên soạn tập I. 

## Đời tư
Năm 1958, Nguyễn Thị Nhung kết hôn với nhạc sĩ Huy Du. Sau đó, bà đi tu nghiệp ở Bulgaria, đến năm 1963 mới sinh con gái đầu lòng. Huy Du lại tham gia chiến trường nên hơn 10 năm sau, hai ông bà mới sinh thêm con trai. Con gái của bà là Nguyễn Thị Huyền Cầm, một giảng viên piano ở Đức. Con trai của bà là Phó giáo sư, tiến sĩ Nguyễn Huy Phương, hiện là giảng viên khoa piano và là phó giám đốc Học viện Âm nhạc Quốc gia Việt Nam. Bà đã cùng Huy Du cộng tác để viết nhạc cho một số bộ phim như "Quảng Trị", "Trường phổ thông công nghiệp", "Đại thắng mùa xuân năm 1975"...

## Thành tựu
Bà đã nhận được một số giải thưởng và huân chương do Nhà nước Việt Nam phong tặng như Giải thưởng Nhà nước về Văn học Nghệ thuật năm 2001, Huân chương Lao động hạng Ba, Huân chương Kháng chiến chống Pháp hạng Nhì, Huân chương Kháng chiến chống Mỹ hạng Ba, Huy hiệu Chiến sĩ văn hóa, cùng nhiều huy chương và giải thưởng khác.

## Đánh giá
Nguyễn Thị Nhung được xem là nữ nhạc sĩ Việt Nam tiên phong trong việc sáng tác nhạc giao hưởng. Mọi tác phẩm của bà nhìn chung là có bóng dáng và sự hiện diện trong tính cách cũng như vốn sống của người phụ nữ Việt Nam. Đây cũng là lý do mà những tác phẩm của bà để lại dấu ấn trong lòng người nghe. Bà cũng là người phụ nữ duy nhất được nhận Giải thưởng Nhà nước về văn học nghệ thuật đợt I (năm 2001).
Nguyễn Thị Nhung là một trong những người phụ nữ tiên phong trong lĩnh vực sáng tác âm nhạc giao hưởng, khí nhạc và ca khúc cho nền âm nhạc mới Việt Nam. Ngoài lĩnh vực sáng tác, bà còn là một nhà lý luận âm nhạc với nhiều công trình nghiên cứu về âm nhạc cổ truyền và âm nhạc mới của Việt Nam. Bà cũng là một nhà sư phạm có ảnh hưởng khi đào tạo nhiều thế hệ học sinh âm nhạc trên toàn Việt Nam đồng thời biên soạn nhiều sách giáo khoa, tài liệu giảng dạy trong các nhạc viện và cơ sở đào tạo âm nhạc.

### Đánh giá chuyên môn

#### Sáng tác tác phẩm thính phòng
Nguyễn Thị Nhung có nhiều tác phẩm thính phòng ở các hình thức khác nhau, bao gồm cả hình thức hai đoạn, ba đoạn, biến tấu và sonata. Bà sáng tác các tác phẩm thính phòng chủ yếu cho violin và piano. Những tác phẩm khí nhạc đầu tiên của bà là 3 tiểu phẩm đàn piano "Vũ khúc", "Vui chơi" và "Niềm vui của em". Năm 1966, nữ nhạc sĩ nhận tin nhiều trẻ nhỏ ở Hương Sơn (Hà Tĩnh) bị trúng bom và nhiều học sinh thiệt mạng ngay trên lớp học, bà đã sáng tác một prelude cho piano với tiêu đề "Đau thương và phẫn nộ". Tác phẩm được nhận xét là "bi thương, tang tóc", diễn tả tâm trạng xót thương trước cái chết của những đứa trẻ.
Năm 1968, sự kiện tết Mậu Thân của Quân giải phóng miền Nam khiến bà sáng tác bản biến tấu "Quê mẹ" cho piano. Tác phẩm được Tuyết Minh biểu diễn lần đầu trên Đài Tiếng nói Việt Nam. Chủ đề của bản biển tấu mang âm hưởng dân ca Nam Bộ, có trữ tình và "buồn man mác". Cùng năm, bà sáng tác "Những cô gái phương Nam", một sonata cho violin và piano. Bản sonata được mở đầu bằng một đoạn nhạc của violin mang tính thể hiện kỹ thuật, âm nhạc ở phần này cũng được đánh giá là đậm chất dân ca.
Năm 1970, trong thời gian học tập ở nước ngoài, bà sáng tác một bản sonata cho piano có cấu trúc 3 chương ở giọng Rê trưởng với tiêu đề "Mùa xuân". Đây là tác phẩm duy nhất bà viết dưới dạng liên khúc sonata. Là một người yêu thích và được đào tạo bài bản violin, Nguyễn Thị Nhung đã dành nhiều ưu ái cho cây đàn này bằng nhiều tác phẩm. Nổi bật là serenade "Chiều quê hương" viết năm 1977 và "Romance cho violin và piano" viết năm 1998. Đây là những tác phẩm thính phòng mang tính trữ tình, "đầy nữ tính" với cấu trúc ngắn gọn. Tác phẩm thính phòng có cấu trúc lớn nhất mà bà viết là "Ballade Huyền thoại mẹ", sáng tác cho violin, piano và kèn pha-gốt dưới dạng sonata. Bà viết tác phẩm nhân kỷ niệm 40 năm thành lập nhà nước Việt Nam. Hình tượng người mẹ tượng trưng cho Tổ quốc được thể hiện là "trữ tình, sang trọng".

#### Sáng tác tác phẩm giao hưởng
Nguyễn Thị Nhung sáng tác bản thơ giao hưởng đầu tiên vào năm 1972 mang tên "Nữ anh hùng", tác phẩm này của bà được lấy cảm hứng từ truyện ngắn của nhà văn Nguyễn Thi. Bà đã dùng âm hưởng của các điệu lý trong âm nhạc Nam Bộ. "Nữ anh hùng" được viết ở dạng sonata và cung Sol thứ. Năm 1986, Việt Nam đang trong thời kỳ khủng hoảng và khó khăn, bà đã sáng tác thơ giao hưởng "Khát vọng". Tác phẩm được cho là nói lên niềm khát khao về một cuộc sống thanh bình, hạnh phúc. Tác phẩm không có phần mở đầu mà đi vào chủ đề chính, được sử dụng nhiều thủ pháp phát triển âm nhạc với sự đan xen điệu tính, khiến cho âm nhạc trở nên "giản dị nhưng vẫn phong phú về màu sắc".

#### Sáng tác ca khúc
Sáng tác ca khúc không phải thế mạnh của Nguyễn Thị Nhung, tuy nhiên bà vẫn có đóng góp đáng kể ở lĩnh vực này. Bà đã tập làm quen với công việc sáng tác ca khúc từ những ngày đầu tham gia các lớp bổ túc âm nhạc ngắn hạn. Các ca khúc trong thời gian này thường thể hiện đề tài tình cảm đối với Đảng cộng Sản Việt Nam, với cuộc sống mới vừa hồi sinh sau chiến tranh, nhưng nhiều hơn cả là các ca khúc về tình yêu. Tuy vậy, các ca khúc tình yêu đôi lứa của bà thường gắn liền với tình yêu quê hương, đất nước.
Từ năm 1967, sau khi tốt nghiệp Đại học chuyên ngành sáng tác, bà đã sáng tác khí nhạc nhưng vẫn có nhiều ca khúc thành công. Vẫn là chủ đề tình yêu nhưng các ca khúc ở thời gian này đã thay đổi ca từ và hình tượng âm nhạc. Tới thập niên 1990, khi không còn vướng bận công tác chính quyền, Nguyễn Thị Nhung sáng tác ca khúc mang đậm tính trữ tình hơn. Là một nữ nhạc sĩ, đề tài trong các ca khúc của bà thường diễn tả hình tượng, diễn biến nội tâm của một người phụ nữ, cụ thể hơn là phụ nữ Việt Nam. Bà thường viết ca khúc ở hình thức 2 đoạn đơn với 2 dạng khác nhau.

## Tác phẩm
Nguyễn Thị Nhung đã sáng tác các tác phẩm sau:

### Tác phẩm thính phòng và giao hưởng
- "Vũ khúc", "Vui chơi", "Niềm vui của em" (Chùm 3 tiểu phẩm piano)
- "Đau thương và phẫn nộ" (Prelude cho piano)
- "Quê mẹ" (Chủ đề và biến tấu cho piano)
- "Những cô gái phương Nam" (Sonata cho violin và piano)
- "Khúc hát ngày mùa" (đàn tam thập lục)
- "Khúc hát sớm mai" (tổ khúc giao hưởng)
- "Chiều quê hưong" (Serenade cho violin và piano)
- "Ballade Huyền thoại Mẹ"
- "Romance cho violin và piano"

### Ca khúc
- "Ngày vui sướng của em"
- "Thay trời làm mưa"
- "Con đường tươi đẹp"
- "Trời sáng lên rồi"
- "Tiến bước theo Đảng"
- "Chiếc áo xanh" (thơ Tố Hữu)
- "Hoa sữa trắng" (thơ Xuân Miễn)
- "Theo bước anh Giải phóng quân"
- "Mái tóc quê hương (phỏng thơ Trần Công Tùng)
- "Đêm Giáng sinh" (thơ Nguyễn Thị Sâm)
- "Em yêu mùa hè"
- "Bạn bè"
- "Hương hoa mùa thu"
- "Bâng khuâng"
- "Trở về trường xưa"
- "Tình yêu"
- "Kỷ niệm"
- "Trên đỉnh Trường Sơn ta hát"
- "Bài ca đường 9"
- "Nổi lửa lên em"
- "Tình em"
- "Việt nam ơi! Mùa Xuân đến rồi"

## Sách đã xuất bản
Một số sách do Nguyễn Thị Nhung xuất bản:
- "Lịch sử âm nhạc thế giới nửa đầu thế kỷ XIX" (1985)
- "Trích giảng âm nhạc nửa đầu thế kỷ XIX" (1987)
- "Giảng nhạc" (1988)
- "Hình thức âm nhạc" (1991), sách cho Cao đẳng xuất bản năm 1997
- "Thể loại âm nhạc" (1996)
- "Phân tích tác phẩm âm nhạc" (1999)
- "Âm nhạc thưởng thức" (2000)
- "Âm nhạc Việt Nam - tiến trình và thành tựu" (đồng tác giả, 2000)
- "Phân tích tác phẩm" (2001)
- "Âm nhạc thính phòng - giao hưởng Việt Nam - sự hình thành và phát triển - tác phẩm và tác giả" (2001)
- "Âm nhạc Việt Nam - tác giả - tác phẩm" (5 tập, viết tập 1)